# Éditeur ligne par ligne
 (décembre 2023).
Si vous disposez d'ouvrages ou d'articles de référence ou si vous connaissez des sites web de qualité traitant du thème abordé ici, merci de compléter l'article en donnant les références utiles à sa vérifiabilité et en les liant à la section « Notes et références ».
Un éditeur ligne par ligne ou éditeur de lignes (de l’anglais line editor) est un logiciel qui effectue les tâches d'édition d'un texte en considérant les lignes les unes après les autres, plutôt que tout le document dans sa globalité.

## Principe de fonctionnement
Les éditeurs ligne par ligne possèdent des méthodes de saisie et d'affichage de texte très rudimentaires. La saisie, l'édition et l'affichage du document ne sont pas effectués simultanément. Bien souvent, taper des caractères ne provoque pas leur insertion directe dans le document. L'utilisateur doit auparavant utiliser des commandes succinctes pour déclencher l'insertion ou la modification de texte dans le document.
À la place du curseur — et des sélections de texte qu'il permet — pour indiquer où modifier le texte dans le document, les éditeurs ligne par ligne disposent habituellement du concept de « ligne actuellement en cours d'édition ». En général, des numéros de lignes ou une recherche de contexte (plus particulièrement dans le cas de modifications à l'intérieur des lignes) permettent d'indiquer la partie du document à modifier ou à afficher. En conséquence, une majeure partie des modifications est effectuée une ligne à la fois.
Les commandes, ainsi le texte affiché par l'éditeur, sont imprimés au fur et à mesure de leur saisie au bas de l'écran, en faisant défiler l'affichage quand l'écran est rempli. Bien que certaines commandes affichent les lignes qu'elles modifient, l'affichage du texte modifié au sein d'une large portion du document requiert une commande spécifique.

## Utilisation de nos jours
Beaucoup considèrent les éditeurs ligne par ligne comme démodés. Ils proviennent de l'époque où l'opérateur d'un ordinateur utilisait un télétype (une imprimante accompagnée d'un clavier), c'est-à-dire un terminal sans écran, sans aucun moyen de déplacer un curseur dans le document.
Toutefois, ils sont encore largement utilisés pour les traitements non-interactifs dans les scripts shell. Ils sont également assez communs dans les MUD, même si beaucoup préfèrent éditer le texte sur leur propre ordinateur puis le télécharger par le biais de leur client MUD pour coller le texte directement dans l'éditeur ligne par ligne.

## Exemples
L'exemple classique de ce type d'éditeur sur Unix est ed ; il est toujours utilisé. Les utilisateurs du DOS seront plus familiers de EDLIN.